# Fox Harbour
Fox Harbour är en ort i Kanada.   Den ligger i provinsen Newfoundland och Labrador, i den östra delen av landet, 1 700 km öster om huvudstaden Ottawa. Fox Harbour ligger 12 meter över havet och antalet invånare är 270.
Terrängen runt Fox Harbour är lite kuperad. Havet är nära Fox Harbour åt nordväst. Runt Fox Harbour är det mycket glesbefolkat, med 2 invånare per kvadratkilometer.. Närmaste större samhälle är Placentia, 10,0 km söder om Fox Harbour. 
I omgivningarna runt Fox Harbour växer i huvudsak blandskog.